# ラグラーヴ
ラグラーヴ （Lagrave）は、フランス、オクシタニー地域圏、タルヌ県のコミューン。

## 地理

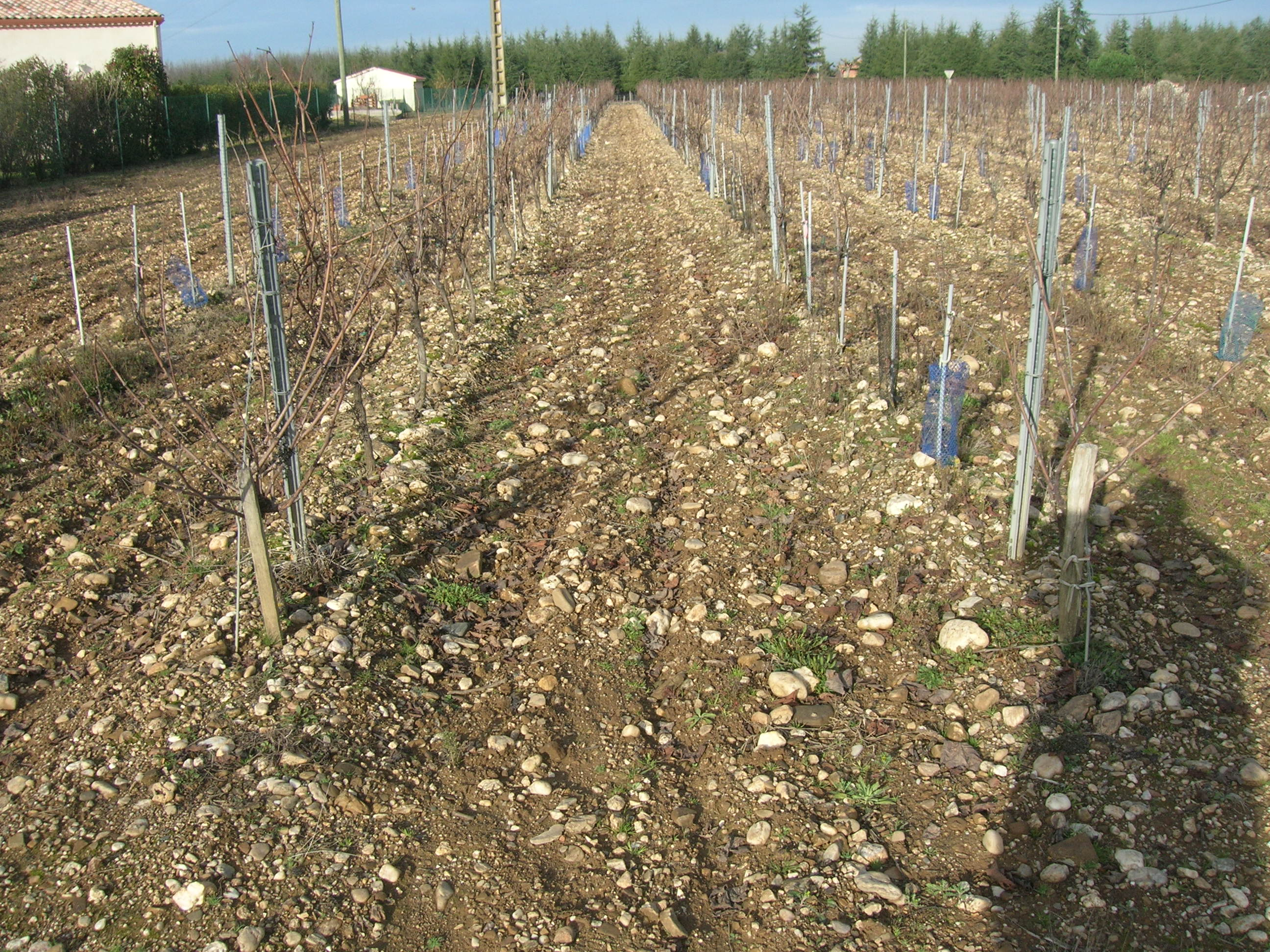
ラグラーヴの段丘地帯にあるブドウ畑

アルビ都市圏に含まれ、アルビとガヤックの中間に位置し、ラ・ソドロンヌ川と合流するタルヌ川左岸に面している。ラグラーヴは、タルヌ川有数の段丘である砂礫地盤の上にある。

## 由来
ラグラーヴはその土壌によって名づけられた。砂（sable）と砂礫（gravier）である。

## 歴史
太古の時代から、村落の平地を囲む段丘は、人の定住を経験してきた。
紀元前1世紀、ユリウス・カエサルはタルヌ川流域の地方を征服した。ローマによる占領は5世紀続き、ローマの法律と言語を課した。ラグラーヴにおけるローマの存在は、ローマ皇帝クラウディウス、ティトゥス、トラヤヌス、セプティミウス・セヴェルス、そしてアウグストゥス時代に鋳造されたメダルや硬貨によって立証されている。

## 人口統計
| 1962年 | 1968年 | 1975年 | 1982年 | 1990年 | 1999年 | 2008年 | 2014年 |
| ------ | ------ | ------ | ------ | ------ | ------ | ------ | ------ |
| 561    | 618    | 630    | 816    | 940    | 1264   | 1774   | 2075   |

参照元:1962年から1999年までは複数コミューンに住所登録をする者の重複分を除いたもの。それ以降は当該コミューンの人口統計によるもの。1999年までEHESS/Cassini、2006年以降INSEE。